# 劉夢瓊
劉夢瓊（英語：Lau Mung King，1990年6月4日—），生於香港，香港女子足球運動員，司職中場，曾前往日本加盟日乙球會日本足球學院，歷史性首度有香港運動員在日本女子足球聯賽登場，現時效力日本女子聯賽球隊VONDS市原(VONDS Ichihara)。

## 球會生涯

### 早年
劉夢瓊的父親年輕時是中國佛山三水縣（1993年3月29日後廣東省民政部方改設為三水市） 的代表球員，所以劉夢瓊小時候已很喜歡足球，9歲的時候，爸爸更帶阿夢到三水地區體校受訓，憑藉勤奮的態度與父親的足球基因，從三水地區隊提升上佛山市隊，代表佛山市三水區參加市內各項足球比賽，其後被挑選為佛山市隊成員，參加廣東省內外的比賽，包括全國女足錦標賽、廣東省運動會、廣東省足球錦標賽等。但由於當時的中國尚未有職業的女子聯賽，加上競爭太多，在看不到任何以足球發展的前路下，遇上家人移民香港的決定。

### 香港聯賽
2007年，17歲的劉夢瓊來到香港參與香港業餘女子足球聯賽，在20歲前已經考有D級教練牌，作為日後足球的事業。劉夢瓊移民到港即加入加山女子足球隊參加香港女子足球聯賽。曾效力過加山、高士威、公民和車路士足球學校，成績皆威盡本地女子聯賽，劉夢瓊亦成為了香港女足代表隊的中場主力。2015年7月，劉夢瓊協助車路士足球學校擊敗新加坡女子代表隊，吸引到北馬里亞納群島國家隊技術總監兼日本足協導師關口潔先生的垂青，引薦劉夢瓊到日本球隊橫濱FC海女發展，他表示：「劉夢瓊的體能、技術、傳球俱佳，與一般日本女子球員無異，足以立足日本聯賽。」

### 日本足球學院
2015年8月，劉夢瓊、陳詠詩和張煒琪3位香港女子足球隊主力獲車路士足球學校補送到日本試腳，三人將前往日本丙組球會橫濱FC、乙組球會日本足球學院和甲組的千葉市原試腳。2015年8月2日，劉夢瓊、陳詠詩及張煒琪獲得日本教練方面不俗的評價，成功與日本乙組日本足球學院(Japan Soccer College)簽約至季尾，歷史性登陸日本聯賽。短暫為該會角逐2015年球季的賽事，整季只為JSC總共上陣過20分鐘左右。當新球季展開時，陳詠詩和張煒琪分別都因為工作問題決定婉拒日本足球學院的歸隊邀請，回歸香港女子聯賽。遠赴日本的香港球員只剩下有劉夢瓊，放下本來在車路士足球學校的教練工作，歸隊續約日本足球學院，成為當今惟一一位旅外日本的香港足球員。 2016年4月，日本足球學院今季降班至第3級「挑戰聯賽」，自開季以來只排名關東賽區的末席。雖然球會成績雖然不理想，但在季前以爭取正選為目標的劉夢瓊努力亦漸漸得到教練認同。由開季頭5輪賽事連後備名單都不入，到5月起，分別在作客常盤木高和北海道Norddea的賽事中以正選上陣。

### VONDS市原
劉夢瓊於2017年到千葉縣的市原市加入當地市民球會VONDS市原新成立的女子隊，由該縣女子聯賽最低組別的乙組踢起，連續兩場正選上陣，於2017年6月4日取得外流日本以來首個入球協助VONDS市原以8–0擊敗FOOT CRUSADERS，比賽後她也在社交網站留言稱很高興在生日當天入球，而球隊取勝更是最好的禮物。
2018年，VONDS市原升上縣一級聯賽，劉夢瓊在17年11月因半月板受傷要接受手術，而缺席球隊在季尾的比賽，經休養後將在新季復出。劉夢瓊沒有從球會支取薪酬。她就讀日語學校並持留學生簽證在日本繼續其足球生涯。
劉夢瓊於2020年年底掛靴，並宣布與日本男友成家立室。

## 國際賽生涯
2009年，劉夢瓊開始代表香港代表隊成為大港腳，並成為香港隊中場的主力，參加深港穗盃、倫敦奧運外圍賽亞洲區選拔賽、亞洲盃、巴西里約熱內盧奧運外圍賽亞洲區選拔賽、東亞足球錦標賽、亞洲運動會等。於2013年入選為香港女子五人足球代表隊隊員。

## 媒體演出
- 旅行唔只食買玩 - 第11和12集 ViuTV

## 個人榮譽
- 2012–15年三屆香港女子足球聯賽冠軍
- 2014–15年度香港足總盃冠軍
- 2014–15年度大專盃最有價值運動員

## 外部連結
- 香港足球總會網頁球員註冊資料 （页面存档备份，存于）